# پادشاه هوندوک
پادشاه هوندوک (سلطنت: ۸۰۹~۸۲۶ میلادی) (هانگول:헌덕)، (هانجا:憲德王) چهل و یکمین پادشاه شیلا بود.